# NGC 6823
NGC 6823 (другие обозначения — OCL 124, LBN 135) — рассеянное скопление в созвездии Лисичка.
Этот объект входит в число перечисленных в оригинальной редакции «Нового общего каталога».
Скопление (имеющее поперечник около 10 пк) является ядром ассоциации и области звездообразования Vul OB 1 (поперечник около 100 пк), звёзды которой существующая точность наблюдений не позволяет уверенно отделить от звёзд скопления, поэтому исследование физических параметров последнего затруднено. Звёзды ранних классов O-B3 в скоплении проявляют аномальное покраснение, связанное, вероятно, с существованием тёмных пылевых облаков в составе ассоциации. Расстояние до скопления оценивается в 2,2 кпк. Скопление окружено эмиссионной туманностью NGC 6820.